# Ophthalmolycus
Ophthalmolycus és un gènere de peixos de la família dels zoàrcids i de l'ordre dels perciformes.

## Taxonomia
- Ophthalmolycus amberensis (Tomo, Marschoff & Torno, 1977)[3]
- Ophthalmolycus andersoni (Matallanas, 2009)[4]
- Ophthalmolycus bothriocephalus (Pappenheim, 1912)[5]
- Ophthalmolycus campbellensis (Andriashev & Fedorov, 1986)[6]
- Ophthalmolycus chilensis (Anderson, 1992)[7]
- Ophthalmolycus conorhynchus (Garman, 1899)[8]
- Ophthalmolycus macrops (Günther, 1880)[9][10][11][12][13][14][15]